# I. Károly angol király fiának trónöröklését kizáró törvény
Az An Act prohibiting the proclaiming any person to be King of England or Ireland, or the Dominions thereof (magyarul Törvény, mely megtiltja, hogy bármely személyt Anglia vagy Írország vagy azok domíniumai királyának kikiáltsanak) egy parlamenti törvény volt, mely királyi jóváhagyás nélkül I. Károly angol király kivégzése napján, 1649. január 30-án, az angol polgárháború alatt lépett érvénybe. A törvény célja az volt, hogy megakadályozza Károly fiának automatikus utódlását, vagy bármely más személy királynak való kikiáltását. Nem sokkal utána, 1649. február 7-én a királyságot is eltörölték. A restaurációt követően a törvényt semmisnek nyilvánították, mert nem kapta meg a királyi jóváhagyást.

## Fordítás
- Ez a szócikk részben vagy egészben  az   An Act prohibiting the proclaiming any person to be King of England or Ireland, or the Dominions thereof című angol Wikipédia-szócikk ezen változatának fordításán alapul.  Az eredeti cikk szerkesztőit annak laptörténete sorolja fel. Ez a jelzés csupán a megfogalmazás eredetét és a szerzői jogokat jelzi, nem szolgál a cikkben szereplő információk forrásmegjelöléseként.